# Cebrio getschmanni
Cebrio getschmanni is een keversoort uit de familie Cebrionidae. De wetenschappelijke naam van de soort is voor het eerst geldig gepubliceerd in 1872 door Chevrolat.